# Tursko
Pour les articles homonymes, voir Tursko (homonymie).
Tursko (auparavant : Černuc) est une commune du district de Prague-Ouest, dans la région de Bohême-Centrale, en Tchéquie. Sa population s'élevait à 825 habitants en 2020.

## Géographie
Tursko se trouve à 5,5 km au sud de Kralupy nad Vltavou et à 13,5 km au nord-ouest de Prague.
La commune est limitée par Dolany au nord, par Libčice nad Vltavou à l'est, par Úholičky et Velké Přílepy au sud, et par Svrkyně et Holubice à l'ouest.

## Histoire
La première mention écrite de la localité date de 1100.

## Transports
Par la route, Tursko se trouve à 7,5 km de Kralupy nad Vltavou et à 19 km du centre de Prague.